# Coupe d'Islande de football 2005
La coupe d'Islande 2005 de football (VISA-bikar karla 2005) est la 46e édition de la compétition.
Elle s'est achevée le 24 septembre 2005 par la victoire du Valur Reykjavík sur le Fram Reykjavík.

## Déroulement de la compétition

### Quatrième tour
Les matchs de ce tour se sont déroulés les 4 et 5 juillet 2005.

| Équipe 1                             | Score | Équipe 2                           |        |
| ÍA Akranes (Landsbankadeild)         | 2 - 1 | Breiðablik Kopavogur (1. Deild)    | *      |
| Valur Reykjavík (Landsbankadeild)    | 5 - 1 | Haukar Hafnarfjörður (1. Deild)    |        |
| Víkingur Reykjavík (1. Deild)        | 3 - 3 | KR Reykjavík (Landsbankadeild)     | 5-6 ** |
| ÍBV Vestmannaeyjar (Landsbankadeild) | 3 - 2 | UMF Njarðvík (2. Deild)            |        |
| FH Hafnarfjörður (Landsbankadeild)   | 3 - 1 | KA Akureyri (1. Deild)             |        |
| HK Kópavogur (1. Deild)              | 1 - 0 | ÍBK Keflavík (Landsbankadeild)     |        |
| Þór Akureyri (1. Deild)              | 0 - 3 | Fram Reykjavík (Landsbankadeild)   |        |
| UG Grindavík (Landsbankadeild)       | 0 - 1 | Fylkir Reykjavík (Landsbankadeild) |        |

 *  - après prolongation

 **  - après tirs au but

### Quarts de finale
Les matchs de ce tour ont été joués les 16, 20 et 21 juillet 2005.

| Équipe 1                           | Score | Équipe 2                             |   |
| FH Hafnarfjörður (Landsbankadeild) | 5 - 1 | ÍA Akranes (Landsbankadeild)         | * |
| HK Kópavogur (1. Deild)            | 0 - 2 | Fylkir Reykjavík (Landsbankadeild)   |   |
| Fram Reykjavík (Landsbankadeild)   | 2 - 1 | ÍBV Vestmannaeyjar (Landsbankadeild) | * |
| KR Reykjavík (Landsbankadeild)     | 1 - 2 | Valur Reykjavík (Landsbankadeild)    |   |

 *  - après prolongation

### Demi-finales
Les matchs de ce tour ont été joués les 3 et 4 août 2005.

| Équipe 1                          | Score | Équipe 2                           |        |
| Fram Reykjavík (Landsbankadeild)  | 2 - 2 | FH Hafnarfjörður (Landsbankadeild) | 7-6 ** |
| Valur Reykjavík (Landsbankadeild) | 2 - 0 | Fylkir Reykjavík (Landsbankadeild) |        |

 **  - après tirs au but

### Finale
Le match s'est joué le 24 septembre 2005 au Laugardalsvöllur de Reykjavik. 
| Équipe 1                         | Score | Équipe 2                          |
| Fram Reykjavík (Landsbankadeild) | 0-1   | Valur Reykjavík (Landsbankadeild) |

## Source
- (is) Résultats de la Coupe d'Islande 2005 sur le site de la fédération islandaise de football